# Computer Program to Calculate Emissions from Road Transport
COPERT Computer Program to calculate Emissions from Road Transport) est à la fois un logiciel et une méthode (pour un modèle mathématique utilisé lors de simulations de trafics routiers (logiciel IMPACT de l'ADEME, par exemple). 
COPERT est un logiciel qui fonctionne sous MS Windows. 
Il vise à calculer les émissions de polluants atmosphériques spécifiquement dues au transport routier dans le cadre des obligations des États-membres qui doivent fournir des informations environnementales harmonisées notamment pour l'évaluation de la pollution routière et des impacts du transport routier, mais éventuellement pour d'autres usages tels que le calcul de l'empreinte écologique, etc. 
Le développement technique de COPERT a été financé par l'Agence européenne de l'environnement (AEE ou EEA pour les anglophones), dans le cadre des activités du « Centre thématique européen sur l'air et les changements climatiques » (European Topic Centre on Air and Climate Change) et depuis 2007, sous l'égide du Centre commun de recherche de la Commission européenne qui assure la coordination scientifique du programme COPERT.

## La méthode COPERT
Elle a d'abord été développé pour les experts  nationaux de la pollution induite par les transports afin de produire des inventaires nationaux annuels comparables et harmonisés. 
La méthode COPERT 4 fait également partie du Guide d'inventaire des émissions EMEP/CORINAIR, élaboré par un groupe de travail de la CEE sur des inventaires et projections des émissions polluantes, destiné à soutenir l'information en vertu de la convention d'Aarhus, de la Convention de la CEE sur la pollution atmosphérique transfrontière à longue distance et de la directive européenne sur les plafonds d'émission nationaux. La méthode COPERT est pleinement compatible avec le chapitre 4 du guide sur les transports routiers. 

L'utilisation d'un outil logiciel pour calculer les émissions du transport routier permet une collecte normalisée et supposée plus transparente des données, et donc plus cohérentes et comparables et permettant des comparaisons d'émissions mais aussi des procédures de notification, conformément aux dispositions des conventions et protocoles internationaux et du droit européen de l'environnement.

## Évolutions
Il a connu plusieurs mises à jour, passant de la version I à une version II en 1998, une version III puis IV et une version V depuis septembre 2016, modifiée comme suit :
- COPERT 5 version 5.2 - Août 2018
- COPERT 5 version 5.1 - Déc 2017
- COPERT 5 version 5.0 - Sept 2016
- COPERT 5 version 4.11 - Sept 2014
- COPERT 4 version 10.0 - Nov 2012
- COPERT 4 version 9.1 - Aout 2012
- COPERT 4 version 9.0 - Oct. 2011
- COPERT 4 version 8.1 - Mai 2011
- COPERT 4 version 8.0 - Oct.2010
- COPERT 4 version 7.1 - Oct.2010
- COPERT 4 version 7.0 - Déc. 2009
- COPERT 4 version 6.1 - Fév. 2009
- COPERT 4 version 6.0 - Déc. 2008
- COPERT 4 version 5.1 - Fév. 2008
- COPERT 4 Version 5.0 - Déc. 2007
- COPERT 4 Version 4.0 - Oct.2007
- COPERT 4 Version 3.0 - Nov. 2006
- COPERT 4 Beta Version 2.0.0 - Juillet 2006
- COPERT 4 Beta Version 1.4 - Oct.2006
- COPERT 4 Beta Version 1.0 - Déc 2005
- COPERT III Final Version 2.3 - Juillet 2002

Son équivalent européen est CORINair.